# Eugène-Marcel Mougin
Pour les articles homonymes, voir Mougin.
 (janvier 2011).
Si vous disposez d'ouvrages ou d'articles de référence ou si vous connaissez des sites web de qualité traitant du thème abordé ici, merci de compléter l'article en donnant les références utiles à sa vérifiabilité et en les liant à la section « Notes et références ».
 (juillet 2014).
Eugène-Marcel Mougin (28 juin 1895 à Paris 11e-6 janvier 1981 dans son atelier à Paris 3e) est un peintre post-impressionniste français.
Sa vocation pour le dessin débute pendant la Première Guerre mondiale. Engagé volontaire, il est fait prisonnier au Camp d’Hammelbourg en 1916.
Il expose au Salon de la Société des Artistes Français, au Salon de l'École Française de 1946 à 1949, au Salon des Indépendants de 1929 à 1947, au Salon d'Hiver en 1948, et au Salon Violet.
Il réalise aussi diverses expositions, à Paris à la Galerie Cambacérès en 1958, sous la présidence de M. André Hugues, député de Paris, et à Cerisaie et Argenton-Château dans les Deux Sèvres entre autres.
La ville d´Aubervilliers acquiert certaines de ses peintures en 1949, ainsi que l´État en 1957.

## Technique
Sa technique de préférence est la peinture à l'huile. Après  des débuts au pinceau, il excelle dans la peinture au couteau , technique qu'il utilisera exclusivement dès les années 1950 et jusqu'à la fin de sa vie. C'est avec celle-ci qu'il peint  d'après nature, ce qui signifie peindre ce qui se trouve devant soi. Il est notamment réputé pour ses œuvres représentant les paysages et les vieilles rues de Paris. Les tableaux ainsi réalisés portent le nom de pochade dont le petit format permet une exécution rapide.  La lumière extérieure implique  souvent la réalisation en deux séances pour capter les ombres et les lumières  solaires au même endroit au même moment.
Il a également peint des portraits d'après modèle vivant, à la peinture à l'huile et/ou au fusain.

## Récompenses artistiques
Il a reçu de nombreux prix et médailles pour ses œuvres, dont les Prix de dessin de la ville de Paris 1929, Prix du Salon Violet 1952, prix Maurice Bompard et celui de la Société des Artistes français 1947.
Médailles :
- Ville de Paris 1959
- Salon de Charenton 1962
- Arts et Sciences 1959

- Les villes de Paris en 1932 - 1947 - 1949 - 1952 - 1957 - 1959

Distinctions honorifiques :
- Chevalier du Mérite 1953
- Chevalier des Palmes Académiques 1959
- Chevalier du Mérite National français 1960
- Commandeur du Mérite Éducatif 1960

Animation professionnelle :
- Président Fondateur de l'Amicale de la Place des Vosges, cours supérieur de dessin de la Ville de Paris : 1928 à 1940
- Président Fondateur du Club de l'Art Libre : 1948
- Vice Président fondateur des Arts en France et dans le monde : 1955
- Président de l'A.P.S.A.C. Association des Peintres et sculpteurs Anciens Combattants 
- Commissaire Général du Salon de l'Éducation Nationale (Promotion Violette)
- Membre du Jury hors concours des Salons de Vincennes, Charenton, Clichy...
- Président-fondateur du Club "Le Marais-cage", club privé accueillant les artistes de tous les genres.